# Mederdra
Mederdra è uno dei cinque comuni dell'omonimo dipartimento, situato nella regione di Trarza in Mauritania. Nel censimento della popolazione del 2000 contava 6.858 abitanti.